# Kanton Chalabre
Der Kanton Chalabre war bis 2015 ein französischer Wahlkreis im Département Aude und in der Region Languedoc-Roussillon. Er umfasste 15 Gemeinden im Arrondissement Limoux; sein Hauptort (frz.: chef-lieu) war Chalabre. Die landesweiten Änderungen in der Zusammensetzung der Kantone brachten im März 2015 seine Auflösung.
Der Kanton war 201,98 km² groß und hatte zuletzt 3257 Einwohner (Stand: 2012).

## Gemeinden
| Gemeinde                  | Einwohner (Stand: 2022) | Code postal | Code Insee |
| ------------------------- | ----------------------- | ----------- | ---------- |
| Caudeval                  | 171                     | 11230       | 11080      |
| Chalabre                  | 1115                    | 11230       | 11091      |
| Corbières                 | 36                      | 11230       | 11100      |
| Courtauly                 | 76                      | 11230       | 11107      |
| Gueytes-et-Labastide      | 44                      | 11230       | 11171      |
| Montjardin                | 80                      | 11230       | 11249      |
| Peyrefitte-du-Razès       | 54                      | 11230       | 11282      |
| Puivert                   | 461                     | 11230       | 11303      |
| Rivel                     | 218                     | 11230       | 11316      |
| Saint-Benoît              | 108                     | 11230       | 11333      |
| Sainte-Colombe-sur-l’Hers | 444                     | 11230       | 11336      |
| Saint-Jean-de-Paracol     | 137                     | 11260       | 11346      |
| Sonnac-sur-l’Hers         | 137                     | 11230       | 11380      |
| Tréziers                  | 100                     | 11230       | 11400      |
| Villefort                 | 86                      | 11230       | 11424      |

## Bevölkerungsentwicklung
| 1962 | 1968 | 1975 | 1982 | 1990 | 1999 | 2006 | 2012 |
| ---- | ---- | ---- | ---- | ---- | ---- | ---- | ---- |
| 4001 | 4374 | 3770 | 3642 | 3352 | 3257 | 3398 | 3389 |